# Complexo Cultural do Porto de Santos
O Complexo Cultural do Porto de Santos é composto por uma série de unidades culturais na cidade brasileira de Santos que se constitui por um museu, uma biblioteca, a pinacoteca Gaffrée & Guinle, uma hemeroteca e uma videoteca, tudo gerenciado pela Companhia Docas do Estado de São Paulo, a CODESP.

## CODESP
A CODESP é empresa estatal brasileira, constituída na forma de sociedade de economia mista, criada em 7 de novembro de 1980 para substituir a Companhia Docas de Santos – CDS, que era privada. Era operadora portuária até o ano de 1997, quando começou a transferir as operações portuárias para a iniciativa privada, tendo concluído o processo de transferência para a iniciativa privada em julho de 1999. Desde então, apenas administra o porto de Santos, conta com cerca de 1520 funcionários, que estão em grande parte lotados na cidade, e uma pequena parte dos funcionários estão lotados em hidrovias e portos conveniados.

## Museu do Porto
O Museu do Porto de Santos, ou simplesmente Museu do Porto, foi inaugurado em novembro do ano de 1989 com um acervo que conta a história do Porto de Santos por meio de um acervo de objetos históricos de total relevância para a história do Porto e do Brasil.